# 에두아르앙리 아브릴
에두아르앙리 아브릴(Édouard-Henri Avril, 1843년 5월 21일 ~ 1928년 7월 28일)은 프랑스의 화가이다. 폴 아브릴(Paul Avril)이라는 예명으로 활동하였으며, 성애 문학의 삽화가로 잘 알려져 있다. 아브릴은 파리의 다양한 살롱에서 미술을 배웠다. 1874년부터 1878년에 걸쳐, 그는 파리의 에콜 데 보자르에 소속했다.

## 주요 작품

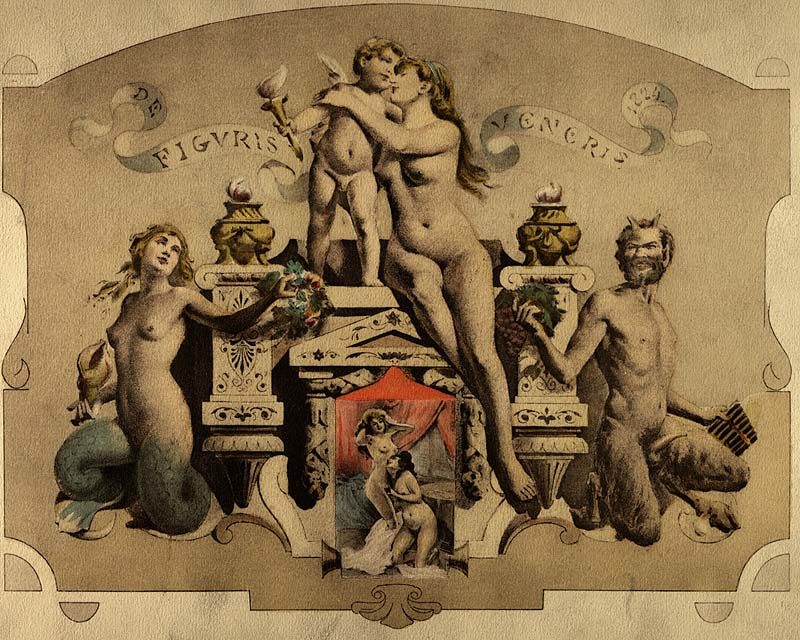
금요일의 수치 중(De figuris Veneris)

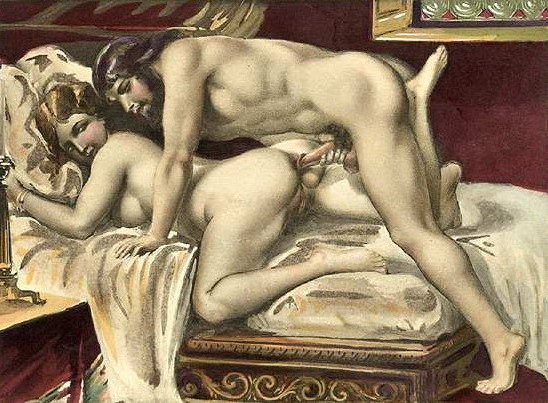
폴 아브릴이 1892년에 그린 석판화로 남성과 여성의 항문 성교를 묘사한 작품이다.

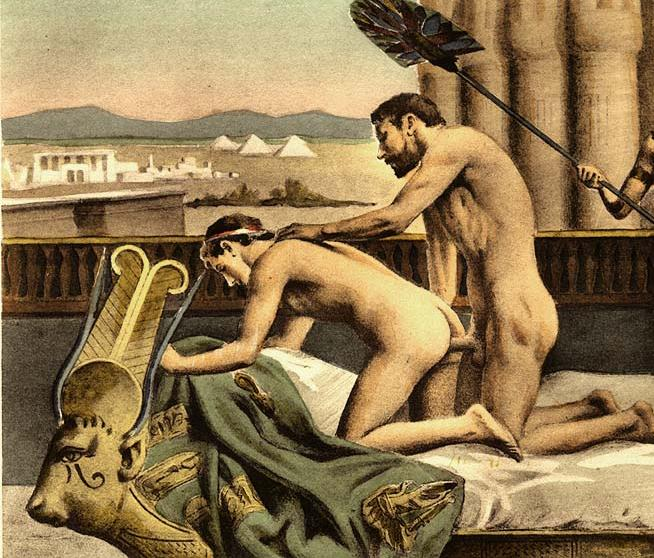
폴 아브릴이 그린 하드리아누스와 안티누스의 19세기 에로틱한 해석(세부 묘사).

## 같이 보기
- 존 마틴 (화가)
- 항문 성교
- 공통 기원